# Flaga heraldyczna
Flaga heraldyczna – flaga, która zawiera godło herbowe luzem na płacie w barwie tarczy herbu.

## Przykładowe flagi heraldyczne

Flaga województwa dolnośląskiego
Flaga gminy Przechlewo
Flaga Gdańska
Flaga gminy Ruda Maleniecka